# Symphyotrichum novae-angliae
Espèce
Classification phylogénétique
Symphyotrichum novae-angliae est une espèce de plantes à fleurs de la famille des Asteraceae. Elle est originaire d'Amérique du Nord et est naturalisée ailleurs dans le monde, notamment en Europe.
C'est une espèce utilisée comme plante ornementale. En Europe, notamment en France, les cultivars fleurissent autour du mois d'octobre, mois des vendanges, ce qui a valu à l'espèce (parmi d'autres) le nom de « vendangeuse ».
Elle est parfois appelée « aster de Nouvelle-Angleterre » mais scientifiquement parlant, elle n'est plus rangée dans le genre Aster par nombre d'auteurs.

## Description
Ce sont des plantes herbacées.

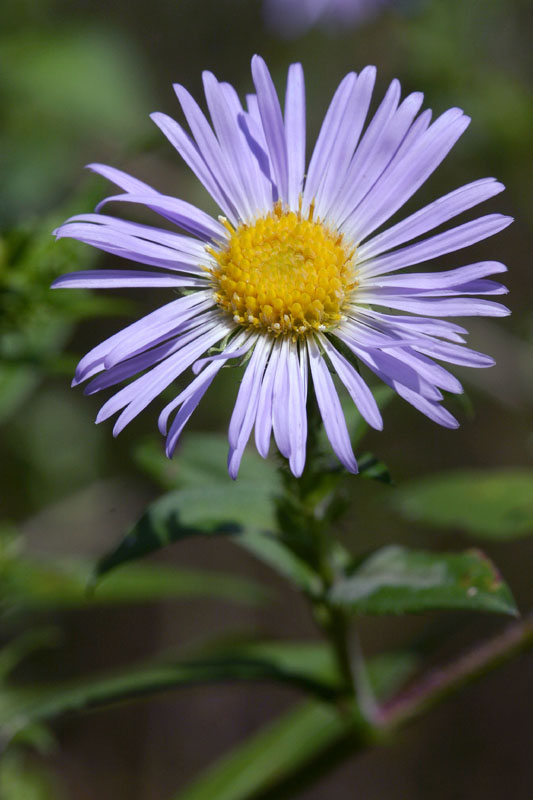
Un capitule.

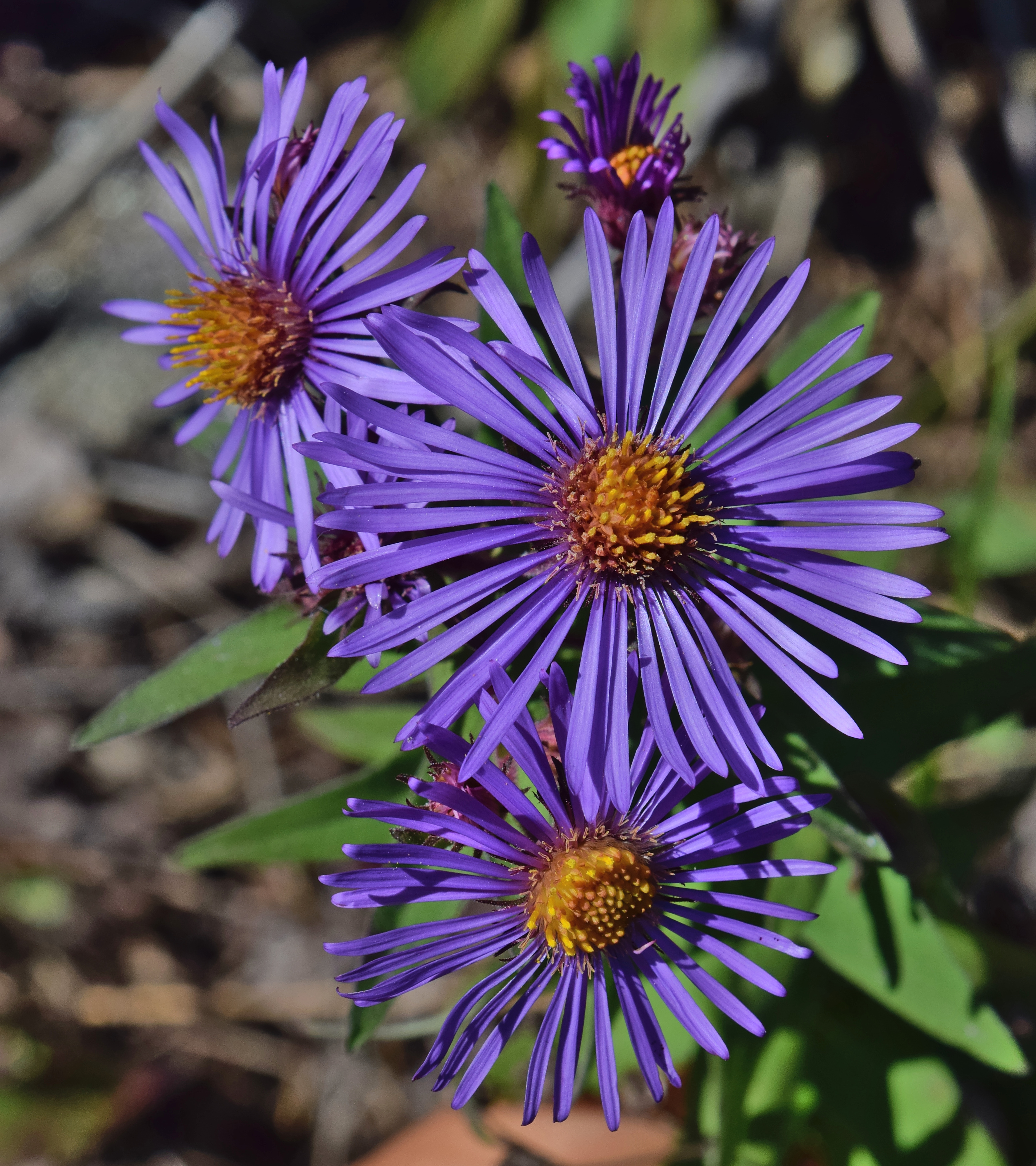
Symphyotrichum novae-angliae, en Septembre 2020.

L'inflorescence est un capitule dont les fleurs périphériques, ligulées (fleurons), sont mauves. Certains cultivars vont vers le violet foncé (par exemple 'Constance'), le rouge ou le rose ('Alma Pötschke', 'Harrington's Pink'). Les fleurs centrales sont généralement orangées.
Les feuilles sont rugueuses. La plante peut atteindre une hauteur d'un mètre à un mètre cinquante.

## Utilisations
Ses feuilles sont fumées par les Ojibwés dans un but médical ou à la chasse au cerf. Ils fument également ses racines dans une pipe pour attirer les cervidés.

## Synonymes
- Aster novae-angliae L.
- Virgulus novae-angliae (L.) Reveal & Keener